# Cipetir (Lebakwangi)
Cipetir is een bestuurslaag in het regentschap Kuningan van de provincie West-Java, Indonesië. Cipetir telt 2640 inwoners (volkstelling 2010).